# Acura RDX
De Acura RDX is een wagen van het Japanse automerk Acura, het luxemerk van Honda. Het is de eerste compacte SUV van het merk die in 2006 in productie ging om het gat te vullen onder de Acura MDX toen deze in 2007 werd vergroot. 

## Eerste generatie (2006-heden)
De RDX werd voor het eerst aan het publiek voorgesteld als de Acura RD-X concept. De productieversie werd in 2006 voorgesteld tijdens de New York International Auto Show. Hoewel de wagen dezelfde dimensies aanmeet als de Honda CR-V is de RDX gebouwd op een uniek platform en uitgerust met een geavanceerd vierwielaandrijving-systeem.  

### Facelift
In 2010 kreeg de wagen een facelift waarbij de grille werd aangepast naar de nieuwe grille die al op de sedans van het merk werd gebruikt. Tevens werd de wagen na de facelift ook beschikbaar met voorwielaandrijving.

## Tweede generatie (2012-)

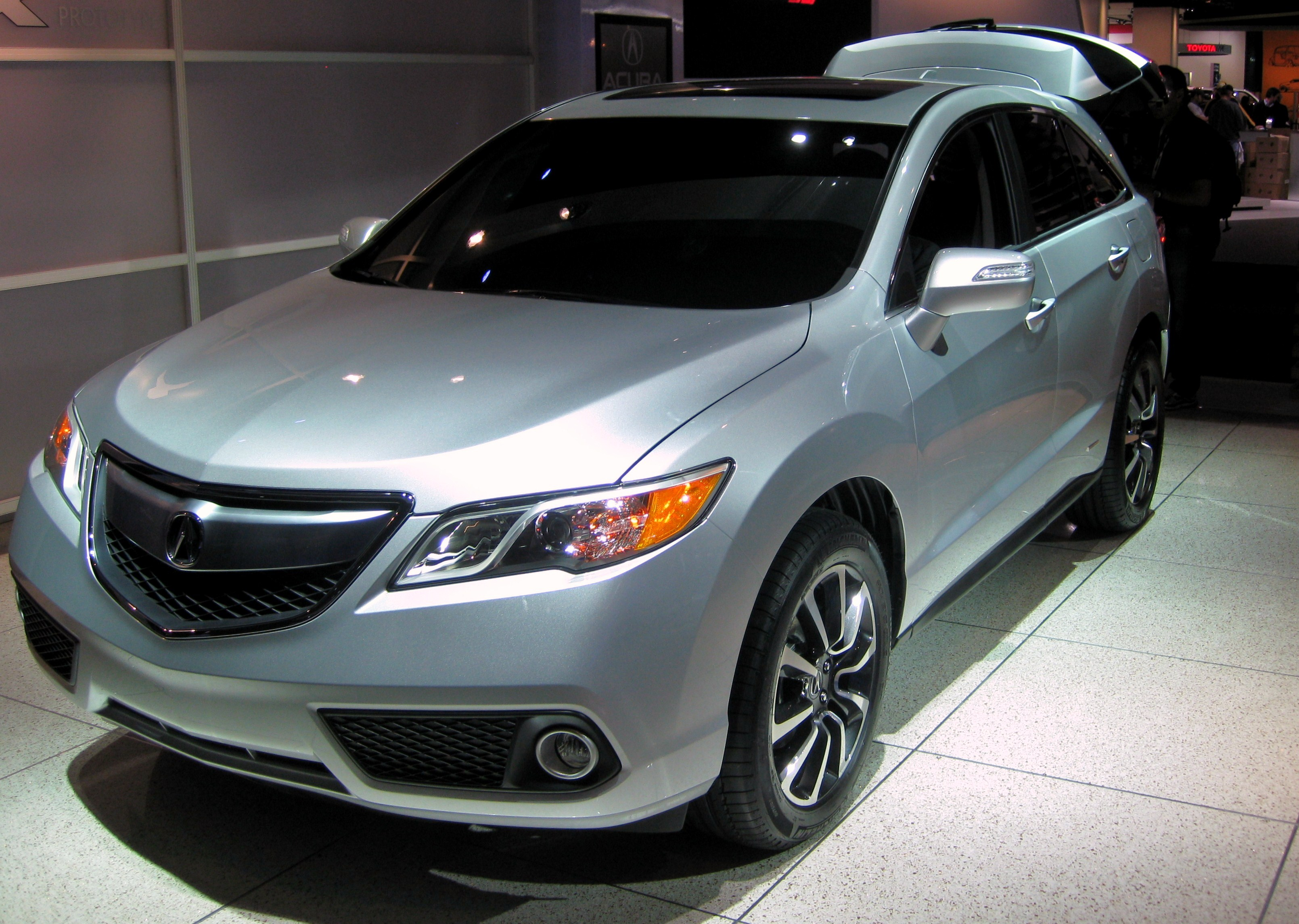
Tweede generatie

Het prototype van de tweede generatie RDX werd op 9 januari 2012 voorgesteld aan het publiek op de North American International Auto Show. Dit model zou vanaf lente 2012 in productie gaan en zou worden uitgerust met een 3.5 liter V6-motor.